# Sinis
Sinis (grč. Sinis, lat. Sinis) je u grčkoj mitologiji okrutni razbojnik iz Istma nedaleko od Korinta.

## Mitologija
Napadao je putnike koji su prolazili uskom prevlakom koja spaja Atiku i Peloponez. Obično bi ih prvo opljačkao, a zatim ih zvjerski ubio: svezao bi ih za vrhove dvaju, jednom prema drugom okrenutih borova koje je povukao zemlji, a zatim bi ih pustio i žrtva bi golemom snagom jednostavno bila rastrgana. Sinisov život okončao je atenski junak Tezej ubivši ga na isti način kojim je utjerivao strah u kosti svojim žrtvama. U spomen pobjede nad Sinisom, koja je oslobodila put između Atike i Peloponeza, Tezej je osnovao Istmijske igre.

## Sinis uumjetnosti
Sinis je poznat s tridesetak slika na vazama, među njima na sedamnaest vaza s Tezejevim djelima iz 5. stoljeća pr. Kr. Najstarija je njegova slika na atičkoj vazi iz početka 6. stoljeća pr. Kr. (u arheološkom muzeju u Ateni)